# Бидея
Бидея — деревня в Кежемском районе в составе сельского поселения Ирбинский сельсовет Красноярского края.

## Географическое положение
Деревня расположена в 77 километрах на юг от города Кодинск.

## Климат
Климат резко континентальный. Характерно тёплое лето и умеренно суровая малоснежная зима. Зимой устанавливается область высокого давления. Самый холодный месяц в году январь со среднемесячной температурой −26,9 °C. Абсолютный минимум равен −60 °C. Переход среднесуточной температуры к положительным температурам происходит в конце апреля. Самый тёплый месяц — июль, со среднемесячной температурой +18,4 °C. Абсолютный максимум +37 °C. Переход к среднесуточной температуре выше +10 °C осуществляется в конце мая. Расчётная температура самой холодной пятидневки −50 °C. Продолжительность отопительного периода составляет 254 дня. Годовое количество осадков составляет 283 мм. Летние осадки, в период с апреля по октябрь, составляют 77 % годовой суммы осадков, с максимумом в июле, августе, сентябре.

## История
В советское время здесь работал крупный колхоз «Красная заря», засеивал огромные площади пшеницей, рожью, овсом. Также процветал химлесхоз, он заготавливал до 800 тонн живицы в год. Ещё в начале двухтысячных в деревне было 28 дворов, почта, клуб, начальная школа принимала учеников до 2002 года. Церковь стояла деревенская. Затем началось время упадка. Большинство домов пустеет.

## Население
| 1989 | 2002 | 2010 |
| ---- | ---- | ---- |
| 188  | ↘49  | ↘14  |

Постоянное население 49 человек (2002), в том числе русские 96 %.
Население на 2021 год составляет 4 человека. 